# Salabhanjika

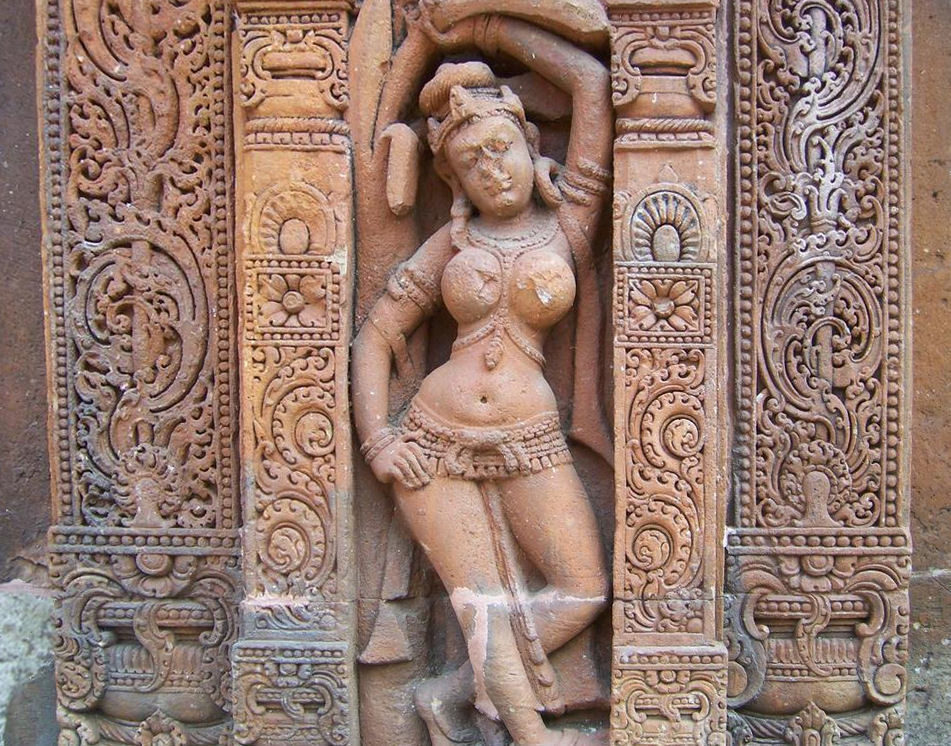
Salabhanjika am Vaital Deul-Tempel in Bhubaneshwar

Der aus dem altindischen Sanskrit abgeleitete Begriff Salabhanjika bezeichnet eine weibliche Gestalt, die – so wörtlich – Zweige aus einem Salbaum abbricht. Sie finden sich in der buddhistischen, jainistischen und hinduistischen Kunst des indischen Kulturraums. Manchmal werden diese Figuren auch als „Baumnymphen“ interpretiert; sie sind je nach Region und Sprache auch unter den Namen madanakai, madanika oder shilabalika bekannt.

## Darstellung

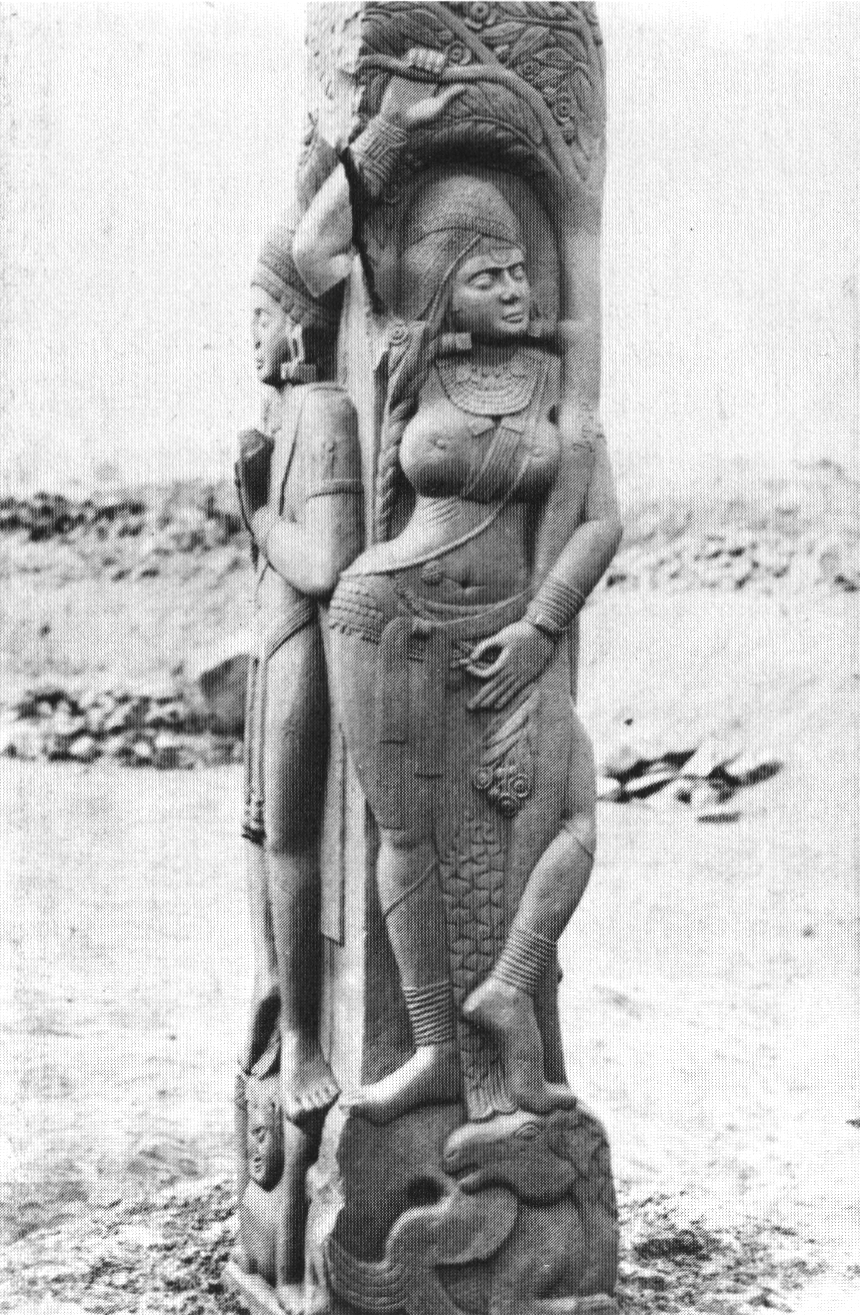
Salabhanjika – Bharhut

Die figurbetonende Darstellung der Salabhanjikas rückt sie in die Nähe der „Schönen Mädchen“ (surasundaris) doch im Gegensatz zu diesen werden sie stets einzeln bzw. isoliert dargestellt. Einer ihrer Arme ist erhoben und greift in das Geäst bzw. Blattwerk eines Salbaumes oder eines Ashoka-Baumes; in der frühen buddhistischen Kunst umfasst sie manchmal auch mit einem Bein den Baumstamm – ein durchaus erotisch gemeintes Motiv. Salabhanjikas sind eher irdische Geschöpfe mit nur zwei Armen und ohne typische Attribute; ihre erotische Ausstrahlung beruht in erster Linie auf ihrer figurbetonten Körperhaltung (tribhanga). In der späteren hinduistischen Kunst werden sie meist tanzend dargestellt, aber in einer üppigen baumreichen Umgebung.
Wegen ihrer Körperhaltung, die in gewisser Weise Himmel und Erde miteinander verbindet, finden sich salabhanjikas vorzugsweise als Konsolfiguren (engl.: bracket figures) an den freistehenden Torbauten (toranas) der buddhistischen Stupas (z. B. Sanchi) oder in der zentralen Tanzhalle (mahamandapa) eines Tempels (z. B. Belur oder Khajuraho). In ganz Indien berühmt ist der Torso einer salabhanjika aus Gyaraspur, der heute im Archäologischen Museum von Gwalior aufbewahrt wird (Foto siehe Weblink).

## Bedeutung
Ihre Nähe zur Natur bringt die Salabhanjikas in Verbindung mit den im Volksglauben verbreiteten Waldgottheiten (yakshis), doch sind es – anders als diese – eindeutig schöne und positiv besetzte Figuren mit einer gewissen Nähe zu ländlichen Fruchtbarkeitskulten. In diesem Zusammenhang ist es erwähnenswert, dass Maya, die Mutter Buddhas, ihren Sohn stehend zur Welt brachte – sich mit einer Hand an den Zweigen eines Salbaumes (manchmal auch eines Ashoka-Baumes) festhaltend.
Den „Himmlischen Liebespaaren“ (mithunas) vergleichbar haben die salabhanjikas und surasundaris auch eine unheilabwehrende (apotropäische) Bedeutung, denn in der Anwesenheit von Schönheit und Erotik verlieren böse Mächte ihre Kraft.

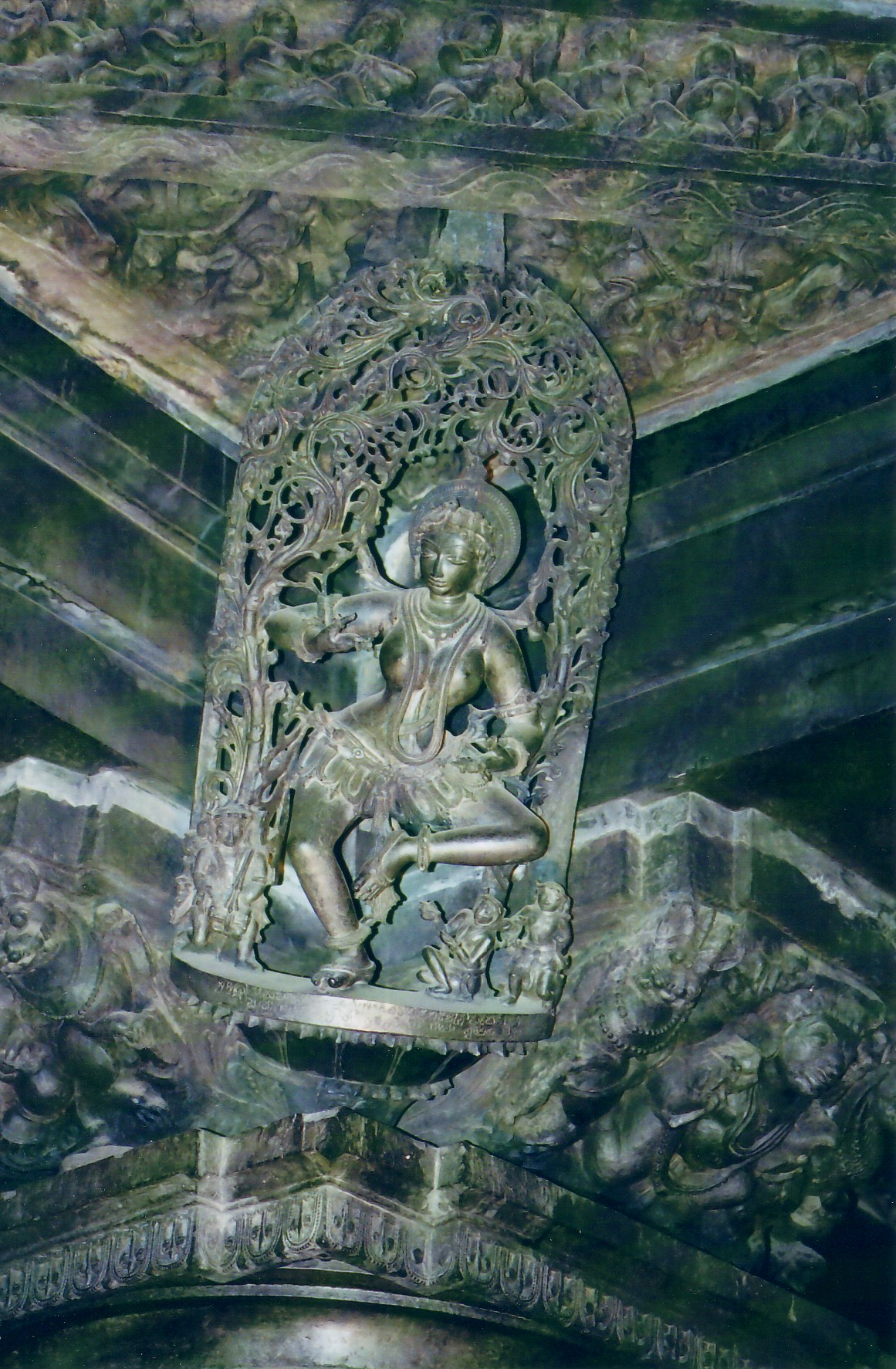
Konsolfigur einer tanzenden salabhanjika im Chennakesava Temple, Belur
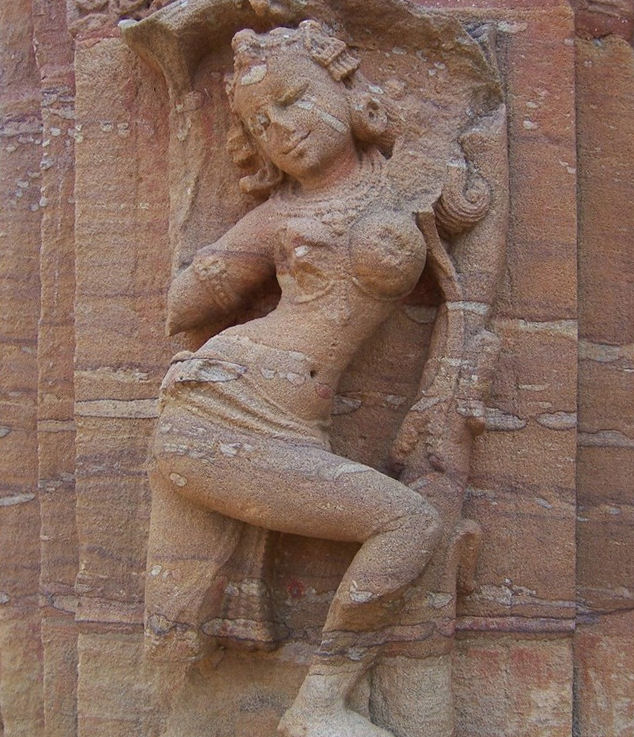
Tanzende salabhanjika am Mukteswar-Tempel, Bhubaneshwar
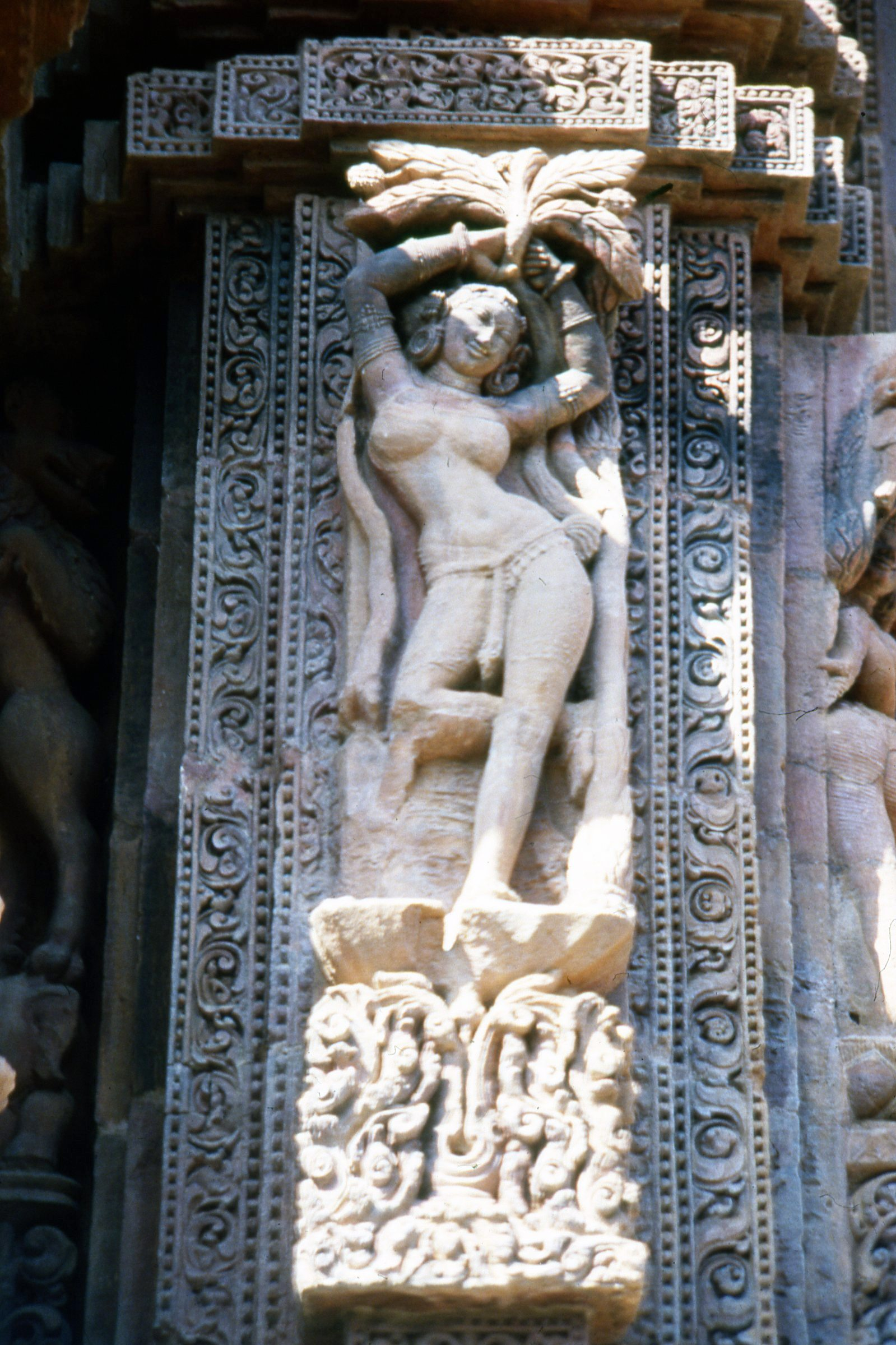
salabhanjika am Rajarani-Tempel, Bhubaneswar
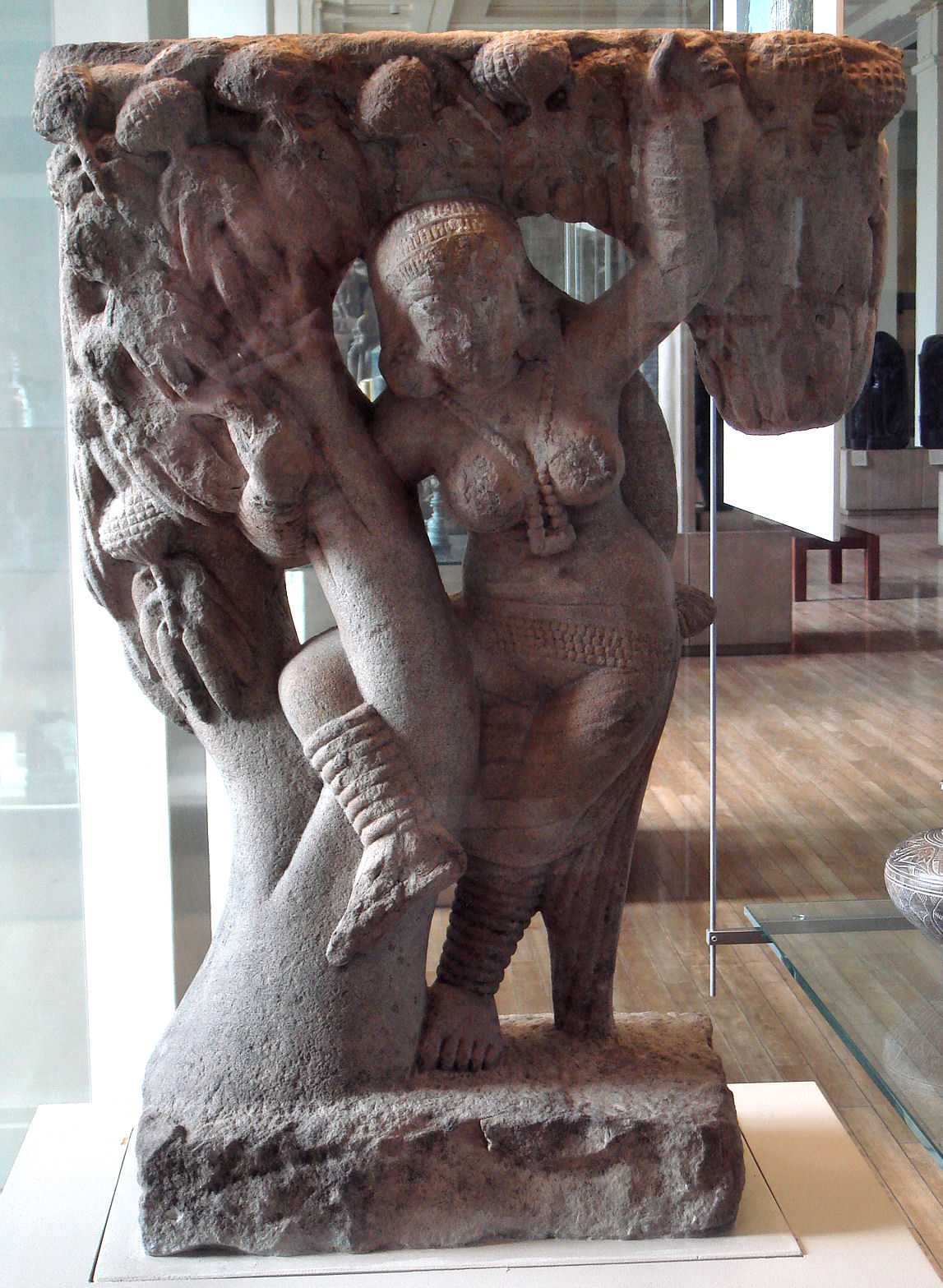
salabhanjika aus Sanchi
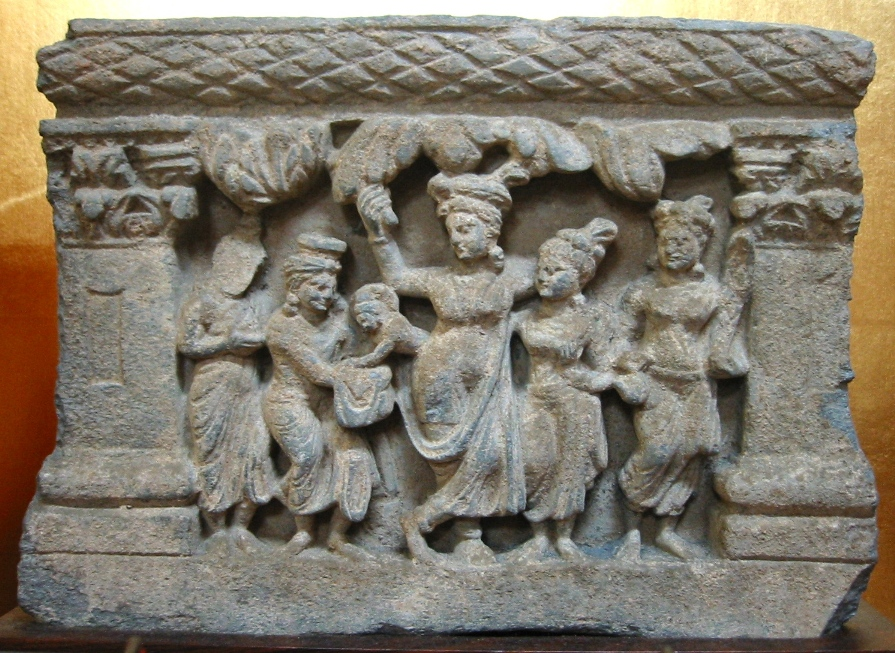
Geburt Buddhas
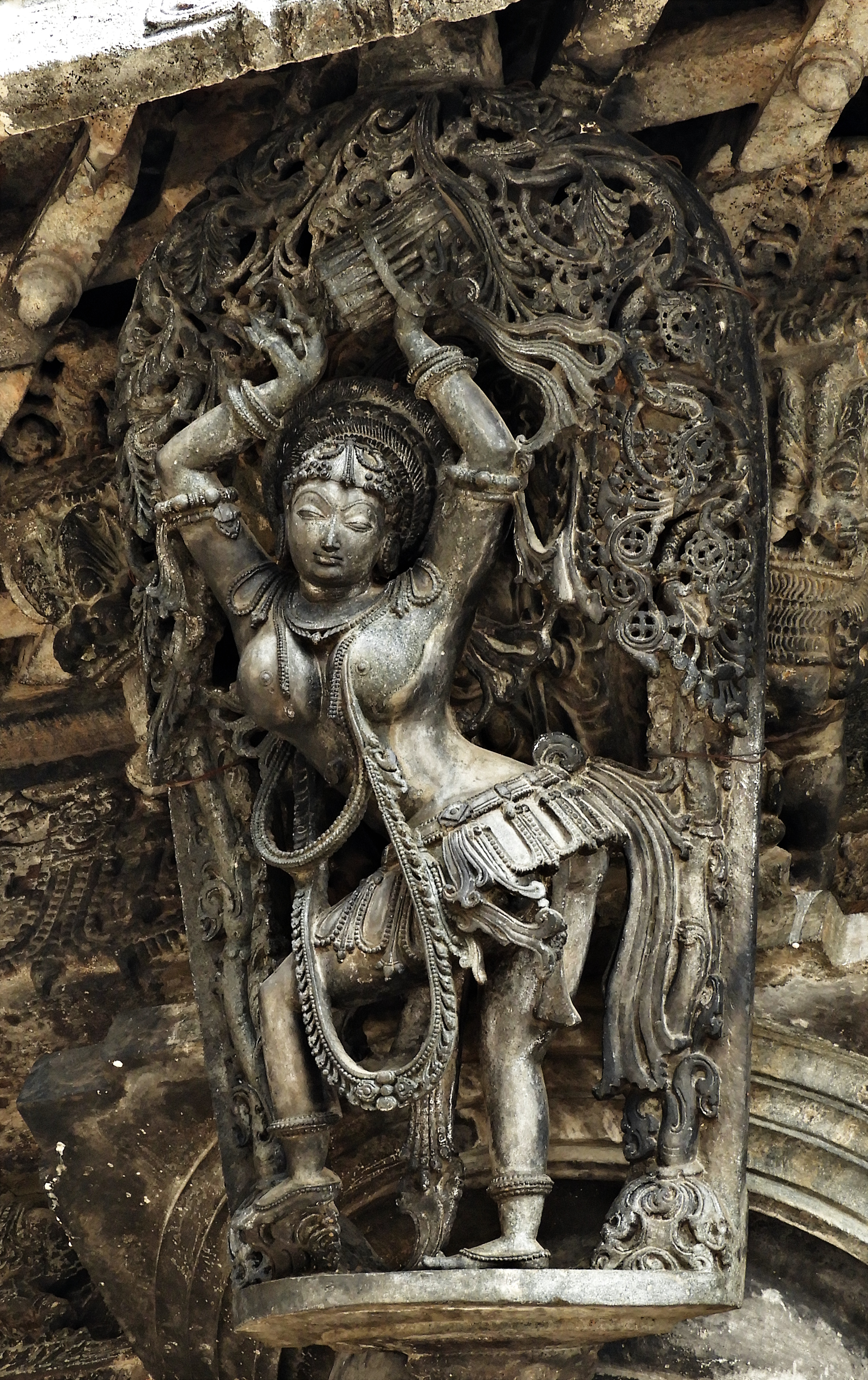
Trommelspielende salabhanjika (dollu kunitha) im Chennakesava Temple, Belur